# Geleia real

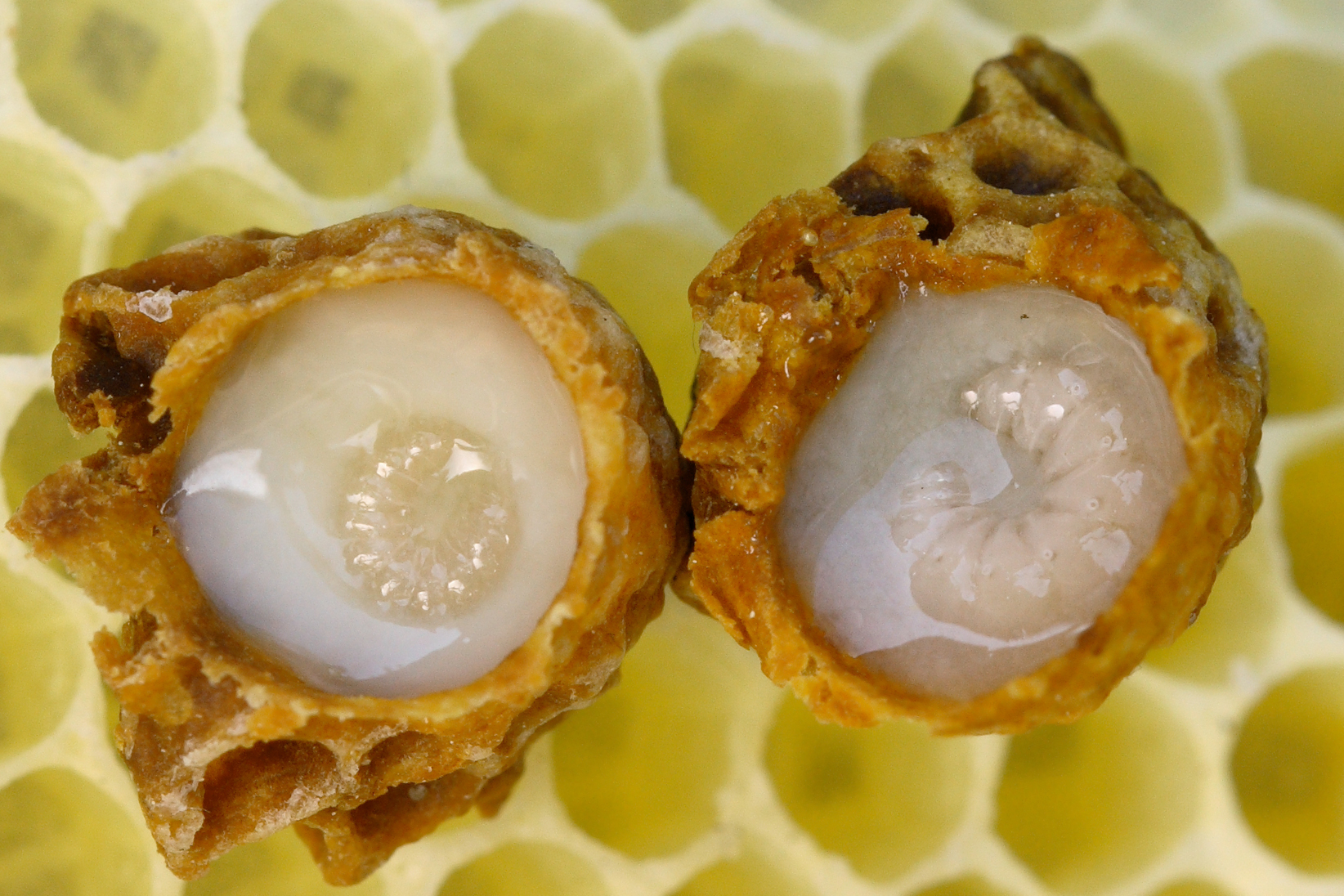
Desenvolvimento de larvas rainhas cercadas por geleia real

Geleia real é uma secreção de abelhas que é utilizada na nutrição de larvas e rainhas adultas. É secretado pelas glândulas na hipofaringe das abelhas enfermeiras e alimentado a todas as larvas da colônia, independentemente do sexo ou casta.

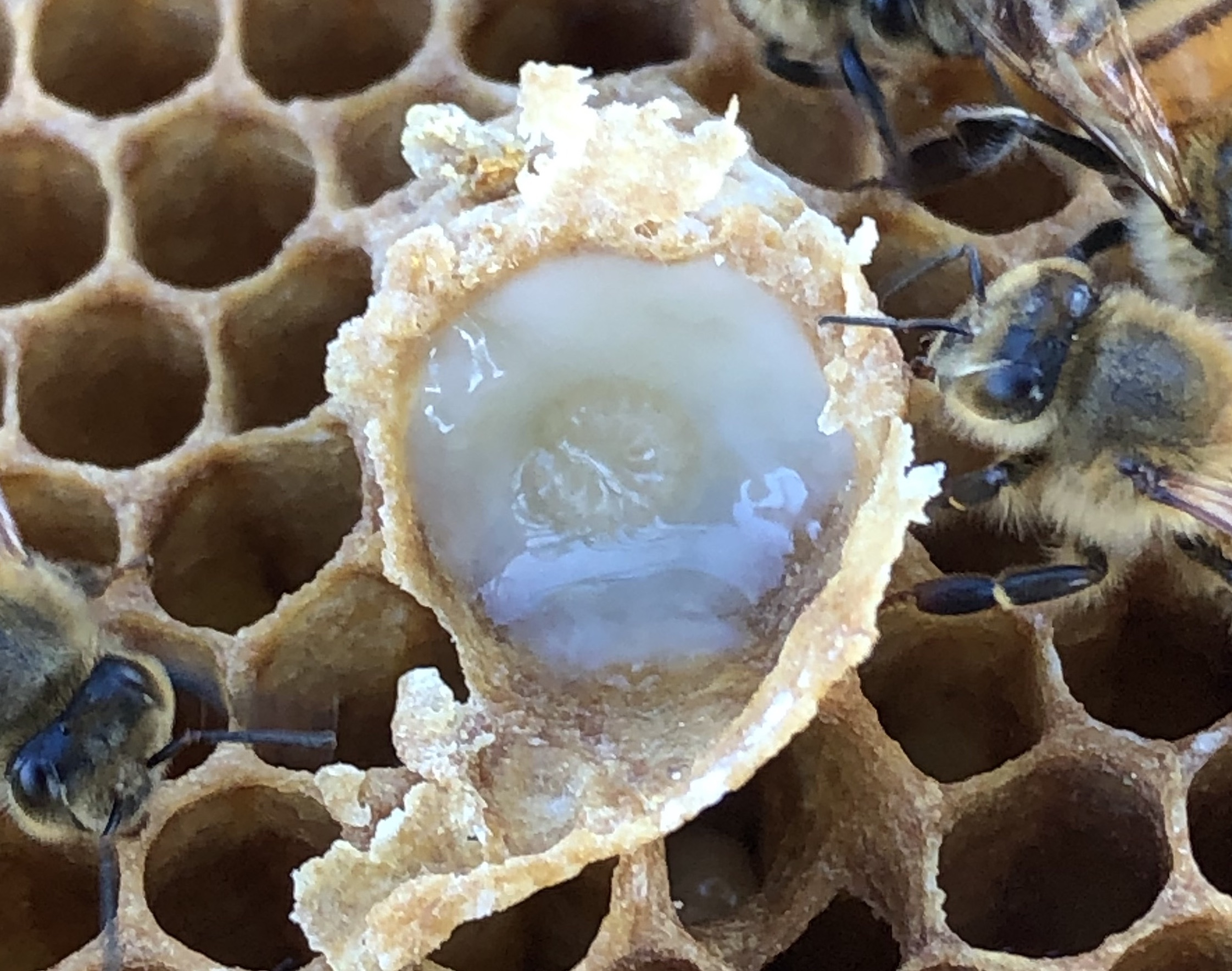
Larva rainha em uma célula em um quadro com abelhas

Durante o processo de criação de novas rainhas, as operárias constroem células rainhas especiais. As larvas nessas células são alimentadas com grandes quantidades de geleia real. Este tipo de alimentação desencadeia o desenvolvimento da morfologia da rainha, incluindo os ovários totalmente desenvolvidos necessários para a postura dos ovos.
A geléia real às vezes é usada na medicina alternativa sob a categoria de apiterapia. É frequentemente vendido como um suplemento dietético para humanos, mas a Autoridade Europeia para a Segurança Alimentar concluiu que as evidências atuais não apóiam a alegação de que o consumo de geleia real oferece benefícios à saúde dos seres humanos. Nos Estados Unidos, a Food and Drug Administration tomou medidas legais contra empresas que comercializaram produtos de geleia real usando alegações infundadas de benefícios à saúde.

## Composição
A geleia real é 67% de água, 12,5% de proteína, 11% de açúcares simples (monossacarídeos), 6% de ácidos graxos e 3,5% de ácido 10-hidroxi-2-decenóico (10-HDA). Também contém oligoelementos, componentes antibacterianos e antibióticos, ácido pantotênico (vitamina B5), piridoxina (vitamina B6) e pequenas quantidades de vitamina C,mas nenhuma das vitaminas lipossolúveis: A, D, E ou K.

### Proteínas
As principais proteínas da geléia real (MRJPs) são uma família de proteínas secretadas pelas abelhas. A família é composta por nove proteínas, das quais MRJP1 (também chamada de royalactina), MRJP2, MRJP3, MRJP4 e MRJP5 estão presentes na geleia real secretada pelas abelhas-operárias. MRJP1 é o mais abundante e o maior em tamanho. As cinco proteínas constituem 83-90% do total de proteínas na geléia real. A geléia real tem sido usada na medicina tradicional desde os tempos antigos, e os MRJPs são os principais componentes medicinais. Eles são sintetizados por uma família de nove genes (genes mrjp), que são, por sua vez, membros da família amarela de genes, como na mosca-das-frutas (Drosophila) e bactérias. Eles são atribuídos a estar envolvidos no desenvolvimento diferencial de larvas rainhas e larvas de operárias, estabelecendo assim a divisão do trabalho na colônia de abelhas.

## Efeitos epigenéticos
As abelhas rainhas e operárias representam um dos exemplos mais marcantes de polimorfismo fenotípico ambientalmente controlado. Mesmo que duas larvas tivessem ADN idêntico, uma criada para ser operária e a outra como rainha, os dois adultos seriam fortemente diferenciados em uma ampla gama de características, incluindo diferenças anatômicas e fisiológicas, longevidade e capacidade reprodutiva. As rainhas constituem a casta sexual feminina e têm grandes ovários ativos, enquanto as operárias têm apenas ovários rudimentares, inativos e são funcionalmente estéreis. A divisão de desenvolvimento da rainha-operária é controlada epigeneticamente por alimentação diferencial com geleia real; isso parece ser devido especificamente à proteína roialactina. Uma larva fêmea destinada a tornar-se rainha é alimentada com grandes quantidades de geleia real; isso desencadeia uma cascata de eventos moleculares resultando no desenvolvimento de uma rainha. Foi demonstrado que este fenômeno é mediado por uma modificação epigenética do DNA conhecida como metilação CpG. Silenciar a expressão de uma enzima que metila o ADN em larvas recém-nascidas levou a um efeito semelhante à geléia real na trajetória de desenvolvimento larval; a maioria dos indivíduos com níveis reduzidos de metilação do ADN emergiu como rainhas com ovários totalmente desenvolvidos. Essa descoberta sugere que a metilação do ADN em abelhas permite que a expressão da informação epigenética seja alterada diferencialmente pelo aporte nutricional.

## Uso por humanos

### Cultivo
A geléia real é colhida estimulando colônias com colméias móveis para produzir abelhas rainhas. A geléia real é coletada de cada célula real individual (favo de mel) quando as larvas da rainha têm cerca de quatro dias de idade. Estas são as únicas células em que grandes quantidades são depositadas; quando a geléia real é fornecida às larvas de operárias, ela é alimentada diretamente a elas, e elas a consomem à medida que é produzida, enquanto as células das larvas da rainha são "abastecidas" com geléia real muito mais rápido do que as larvas podem consumi-la. Portanto, apenas em células da rainha é prática a colheita de geleia real.
Uma colmeia bem gerida durante uma estação de cinco a seis meses pode produzir aproximadamente quinhentos gramas (dezoito onças) de geleia real. Uma vez que o produto é perecível, os produtores devem ter acesso imediato a um armazenamento refrigerado adequado (por exemplo, uma geladeira ou freezer doméstico) no qual a geléia real é armazenada até ser vendida ou transportada para um centro de coleta. Às vezes, mel ou cera de abelha são adicionados à geléia real, o que ajuda na sua preservação.

### Efeitos adversos
A geleia real pode causar reações alérgicas em humanos, desde urticária, asma, até anafilaxia fatal. A incidência de efeitos colaterais alérgicos em pessoas que consomem geleia real é desconhecida. O risco de ter alergia à geleia real é maior em pessoas que têm outras alergias.